# جون إريك جونسون
جون إريك جونسون (6 سبتمبر 1901 - 31 أغسطس 1995) كان مؤسسًا مشاركًا ورئيسًا لشركة تكساس إنسترومنتس. أصبح عمدة دالاس، وهو مدافع رئيس عن إنشاء مطار دالاس فورت ورث الدولي وفاعل خير في السنوات اللاحقة.

## سيرة شخصية
ولد إريك جونسون في 6 سبتمبر 1901 في حي بروكلين بمدينة نيويورك. ولد والداه، جون بيتر وإلين شارلوت (بالمكيست) جونسون في السويد وهاجروا بشكل مستقل إلى الولايات المتحدة في العقد السابق. كلاهما كانا مواطنين متجنسين. كان جونسون الطفل الوحيد. انتقلت العائلة في عام 1912 إلى مونتكلير، نيو جيرسي حيث تخرج جونسون في سن السادسة عشرة من مدرسة مونتكلير الثانوية. كان خريج معهد رينسيلار للعلوم التطبيقية فصل عام 1922 وحصل على شهادة في الهندسة الميكانيكية. تزوج جونسون من مارجريت فوندي في 8 فبراير 1923 وأنجبا ثلاثة أطفال.